# Wielton
Wielton S. A. (пол. Wielton Spółka Akcyjna, рус. Вельтон) — крупнейший польский производитель прицепов и полуприцепов для грузовых автомобилей и тракторов. Wielton Group входит в тройку крупнейших производителей полуприцепов, прицепов и автомобильных кузовов в Европе, а также входит в восьмёрку крупнейших компаний в этой отрасли в мире.

## История
В 1991 г. Рышард Прознер и Кшиштоф Тыльковски основали фирму, занимающуюся импортом из Западной Европы в Польшу подержанных грузовых прицепов и полуприцепов для удовлетворения внутреннего спроса на логистическом рынке автогрузоперевозок, возникшего после перехода к рыночной экономике. Перед поставкой конечному потребителю, техника проходила этап реставрационных и модернизационных работ, для которых предприятие создало специальные автослесарные цеха. В 1996 г., расширив свои производственные мощности, предприятие наладило собственное производство, используя комплектующие, технологии и опыт европейских производителей. Так же предприятие обзавелось своим собственным конструкторским бюро. Заняв нишу на польском рынке, в 2000-х компания начала экспортировать свою продукцию в другие страны — в основном Восточную Европу. В 2006 году Wielton S.A. открыл свои первые дилерские представительства в России и на Украине, развивая в последующие годы дилерскую сеть. Рынок России, Украины, Белоруссии, стран Балтии и Центральной Азии является стратегическим приоритетом компании на ближайшее десятилетие. Так же приоритетными являются рынки Юго-Восточной Европы — Румыния, Сербия, Болгария. В планах у Wielton S. A. экспансия на рынки Центральной и Западной Европы — Германия, Австрия, Швейцария, Франция, где сильны позиции основных конкурентов — немецких производидетелей Kögel Trailer, Schmitz Cargobull, Krone и австрийского Schwarzmüller.
С 2009 года в компании вынашивались планы о создании в отдалённой перспективе производственных мощностей на территории России. Частично такой опыт был реализован в городе Боровск Калужской области в 2011 году. А в 2015 году на российском рынке были представлены две хорошо известные модели 33 куб. м. самосвальных полуприцепов, сборка которых осуществлена в России в подмосковном Шереметьево. Использован метод крупноузловой сборки, где все узлы и детали поступают c головного предприятия, находящегося в Польше.

## Во время экономического кризиса 2008—2012 годов
Во время кризиса 2008—2012 годов, компания активно применяла формы лизинговых взаиморасчётов. В этот период значительную прибыль компания получила от реализации на российском рынке новых моделей самосвальных прицепов, основными покупателями которых стали строительные компании и карьероразрабатывающие предприятия.

## Поглощения
В мае 2015 года Wielton приобрел компанию Fruehauf, ведущего производителя полуприцепов и прицепов во Франции, у которой после первого квартала 2017 года было 22 % доля рынка. В августе 2015 года к Wielton присоединилась итальянская компания Viberti Rimorchi (ранее Italiana Rimorchi). Принадлежащие ей бренды Viberti и Cardi уже почти 100 лет считаются в Италии символом качества и надежности. Партнерство с Fruehauf и поглощение ведущих итальянских брендов открыли для Wielton путь к третьему европейскому игроку в отрасли. В мае 2017 года Wielton приобрела более 80 % акции немецкого производителя полуприцепов, в том числе специализированных автомобилей для перевозки стекла и сборного железобетона Langendorf Group. К концу 2020 года компания получит оставшиеся 20 % акций. Приобретение Langendorf позволило Wielton стремительно выйти на немецкий рынок. В 2018 году компания приобрела британскую компанию Lawrence David.

## Критика
В ноябре 2008 — январе 2009 гг. Wielton S. A. сократил на своём производстве в Велюне 200 сотрудников, что на тот момент составляло почти четверть всего персонала в 853 человека. Сокращения совпали с ростом безработицы в Польше на фоне экономического спада. По расчётам эти меры должны были экономить компании 0,5 млн злотых ежемесячно.

## Акции компании на Варшавской фондовой бирже
За время существования компания сменила несколько форм собственности, пока в 2006 не стала акционерным обществом (пол. Spółka Akcyjna). В конце 2007 г. Wielton S. A. провела IPO на Варшавской фондовой бирже.

## Название и логотип
Название образовано от двух польских слов пол. wiele — много, большой и пол. tona — тонна, тоннаж. Первая часть названия также созвучна городу Велюнь (Wieluń), где была основана компания. Согласно польско-русской транскрипции Wielton — правильное написание и произношение [ˈvjɛltɔn] Вельтон, но чаще встречается Велтон, иногда на немецкий манер Вилтон.
Символом компании является верблюд (польск. wielbłąd — вельблонд), размещённый на логотипе.

## Галерея
- Кузов самосвал, для насыпных грузов.
- Полуприцеп-фургон из полиуретановых панелей.
- Современный самосвальный полуприцеп серии Strong Master из стальных элементов конической формы.
- Типичный полуприцеп-тентованный с бортовой шторкой.
- Классический алюминиевый полуприцеп-самосвал для зерна.
- Тентованный прицеп, спроектированный в соответствии с требованиями заказчика, со сдвижной шторкой сбоку.
- Прицеп-самосвал из серии Weight Master из алюминиевых элементов в процессе опрокидывания.
- Прицеп-самосвал, сцепленный с тягачом, в индивидуальной окраске.
- Специальный самосвал из серии Scrap Master для перевозки металлолома.
- Прицеп с опрокидывающимся кузовом для перевозки сельскохозяйственной продукции.